# Ilha das Flores
La Isla de las Flores (en portugués: Ilha das Flores ) es un cortometraje brasileño de 1989 de Jorge Furtado . Comienza con el trayecto de un tomate, desde su cosecha, hasta el niño que lo recoge como alimento de un vertedero. El director afirmó que la película se inspiró en las obras de Kurt Vonnegut y Alain Resnais, entre otros.
La Isla de las Flores fue elegida en 1995 por los críticos europeos como uno de los 100 cortometrajes más importantes del siglo. [cita requerida]

## Trama
El cortometraje comienza en el campo de tomates del Sr. Suzuki, el tomate se vende a un supermercado, donde lo adquiere la Sra. Anete, vendedora de perfumes, junto con un poco de carne de cerdo. Cada intercambio requiere la presencia de dinero, que es, junto con el tomate, el elemento constante de la historia.
La señora Anete tiene la intención de preparar una salsa de tomate para acompañar el cerdo pero al considerar inadecuado uno de los tomates del señor Suzuki, lo tira a la basura. Junto con el resto de la basura, el tomate es llevado a la Isla de las Flores (Ilha das Flores), el vertedero de Porto Alegre . Allí se selecciona la materia orgánica que se considera adecuada como alimento para los cerdos. El resto se los da a comer a las mujeres y a los niños pobres.

## Elenco
- Paulo José como narrador
- Ciça Reckziegel como Doña Anete
- Luciana Azevedo como Ana Luizia Nunes
- Irene Schmidt como cliente
- Takahiro Suzuki como Sr. Suzuki

## Producción
La escena de la fábrica de perfumes fue grabada en el laboratorio de un instituto de secundaria (Colégio Anchieta).
El documental combina el humor de Vonnegut con los experimentos cinematográficos de Resnais, obteniendo un resultado particular. 

## Recepción

### Público
Desde su estreno, La Isla de las Flores se ha convertido en uno de los cortometrajes pseudo-documentales más populares. Por numerosos años, los usuarios de Internet Movie Database lo votaron como el mejor cortometraje  y documental  brasileño jamás realizado.

### Premios
La Isla de las Flores fue muy bien recibida en festivales de cine de todo el mundo desde su estreno. Ganó un Oso de Plata al Mejor Cortometraje en el Festival de Cine de Berlín de 1990, así como nueve premios en el Festival de Cine de Gramado de 1989, incluido el de Mejor Cortometraje.